# Aleksander Dunajecki
Aleksander Dunajecki (ur. 12 kwietnia 1884, zm. 3 grudnia 1938 w Krakowie) – polski dyplomata i urzędnik konsularny II RP.

## Życiorys
W 1918 wstąpił do polskiej służby zagranicznej pełniąc m.in. funkcje – attaché handlowego w Ministerstwie Spraw Zagranicznych (1918–1919), kierownika konsulatu w Pradze (1919–1927), konsula w Departamencie Konsularnym MSZ (1927–1932), konsula generalnego w Wiedniu (1932–1934), konsula w Paryżu (1934–1936), konsula generalnego we Wrocławiu (1936), gdzie doznał paraliżu, co było powodem przeniesienia w stan spoczynku. 
Zmarł 3 grudnia 1938 w Krakowie. Pochowany na cmentarzu Rakowickim (kwatera GC-płd-1).

## Ordery i odznaczenia
- Złoty Krzyż Zasługi (12 lutego 1929)[3]
- Medal Dziesięciolecia Odzyskanej Niepodległości[1]
- Krzyż Komandorski Orderu Lwa Białego (Czechosłowacja, 1933)[1][4]